# 가가토정
가가토정(香登町)은 오카야마현 와케군에 있던 정이다. 현재의 비젠시에 해당한다.

## 역사
- 1889년 6월 1일 - 정촌제 시행에 의해 와케군 가가토촌이 발족하였다.
- 1927년 10월 1일 - 정으로 승격해 가가토정이 되었다.
- 1954년 3월 1일 - 쓰루야마촌, 비젠정, 이리정, 오쿠군 쓰루야마촌과 합병해 새로운 비젠정이 되었다.
- 1971년 4월 1일 - 비젠정, 미쓰이시정과 합병해 비젠시가 되었다.